# Minderoo Foundation
Die Minderoo Foundation ist eine gemeinnützige australische Organisation.

## Geschichte
Im Jahr 2001 gründeten Andrew und Nicola Forrest den Australian Children's Trust, aus dem später die Minderoo Foundation hervorging.
Das Ehepaar Forrest spendete 400 Millionen Dollar im Jahr 2017 und im Jahr 2020 weitere 520 Millionen Dollar an die Minderoo Foundation. Im Jahr 2023 spendeten sie schließlich Fortescue-Aktien im Wert von 5 Milliarden Dollar, was die bislang größte einzelne Spende in der Geschichte Australiens darstellt.
Im Oktober 2022 verließ Geschäftsführer Andrew Hagger die Stiftung und John Hartman, der bisher als Chief Investment Officer der Stiftung tätig war, übernahm seine Position. Unter Hartman passte die Minderoo Foundation ihre Strategie an, um sich auf weniger Themen zu konzentrieren, einen Australien-first-Ansatz zu verfolgen und die Zusammenarbeit mit anderen Organisationen zu verstärken. Eine Umstrukturierung der Stiftung im April 2024 führte zum Abbau von etwa 100 Arbeitsplätzen und zur Zusammenlegung mehrerer internationaler Büros. Im Oktober 2024 trat das Ehepaar Forrest als Co-Vorsitzende der Minderoo Foundation zurück, behielten jedoch ihre Sitze im Vorstand. Allan Myers, der seit 2014 im Vorstand war, übernahm den Vorsitz.
Im Dezember 2024 investierte die Minderoo Foundation 100 Millionen Dollar in Future Generation Women, einen neuen Fonds von Future Generation, der sich auf Frauen konzentriert.
Im Juli 2025 spendete die Minderoo Foundation 3,3 Millionen Dollar an Regional Arts WA und 20 Organisationen innerhalb des Regional Arts Network.

## Zweck
Das Vermögen der Minderoo Foundation wird eingesetzt, um gesellschaftliche Herausforderungen in den Bereichen Gemeinschaften, Geschlechtergerechtigkeit und natürliche Ökosysteme zu adressieren. Die Stiftung fördert unter anderem Projekte zum Schutz der Ozeane, zur Bekämpfung moderner Sklaverei, zur Stärkung der Rechte indigener Bevölkerungen und zur Verbesserung frühkindlicher Bildung sowie zum Ausbau von Forschung und Innovation.